# Carlo I del Palatinato-Zweibrücken-Birkenfeld
Carlo I del Palatinato-Zweibrücken-Birkenfeld (Neuburg, 4 settembre 1560 – Birkenfeld, 16 dicembre 1600) era figlio di Volfango, conte palatino di Zweibrücken e di Anna d'Assia.

## Biografia
Alla morte del padre nel 1569, Carlo e i fratelli maschi si spartirono i territori del padre e lui ottenne il Palatinato-Zweibrücken-Birkenfeld, che governò fino al 1600. Successivamente ottenne anche il Palatinato-Sponheim che governò dal 1584 al 1600.
Sposò a Celle nel 1586 Dorotea di Brunswick-Lüneburg (1570-1649).
Morì nel 1600 e trovò sepoltura a Meisenheim.

## Discendenza
La coppia ebbe quattro figli che continuarono il ramo Palatinato-Zweibrücken-Birkenfeld:
- Giorgio Guglielmo (Ansbach, 26 agosto 1591-Birkenfeld, 25 dicembre 1669), che si sposò tre volte, con Dorotea di Solms-Sonnenwalde, Giuliana di Dhaun-Grumbach e poi con Anna Elisabetta di Öttingen;
- Sofia (Ansbach, 29 marzo 1593-Neuenstein, 16 novembre 1676), che sposò Kraft VII di Hohenlohe-Neuenstein
- Federico (Birkenfeld, 29 ottobre 1594-Mecklenburg, 20 luglio 1626);
- Cristiano (Birkenfeld, 3 settembre 1598-Neuenstein, 6 settembre 1654), che si sposò con Maddalena Caterina di Zweibrücken e poi con Maria Giovanna di Helfenstein-Wiesensteig.

## Ascendenza
|                                               |                      |                                    | Genitori                          |  |  | Nonni |  |  | Bisnonni                              |  |  | Trisnonni                          |  |
|                                               |                      |                                    |                                   |  |  |       |  |  | Alessandro del Palatinato-Zweibrücken |  |  | Luigi I del Palatinato-Zweibrücken |  |
|                                               |                      |                                    |                                   |  |  |       |  |  | Alessandro del Palatinato-Zweibrücken |  |  | Luigi I del Palatinato-Zweibrücken |  |
|                                               |                      | Giovanna di Croÿ                   |                                   |  |  |       |  |  | Alessandro del Palatinato-Zweibrücken |  |  |                                    |  |
| Luigi II del Palatinato-Zweibrücken           |                      |                                    |                                   |  |  |       |  |  | Alessandro del Palatinato-Zweibrücken |  |  |                                    |  |
|                                               |                      | Margherita di Hohenlohe-Neuenstein | Kraft VI di Hohenlohe-Neuenstein  |  |  |       |  |  |                                       |  |  |                                    |  |
|                                               |                      | Margherita di Hohenlohe-Neuenstein | Kraft VI di Hohenlohe-Neuenstein  |  |  |       |  |  |                                       |  |  |                                    |  |
|                                               |                      | Margherita di Hohenlohe-Neuenstein | …                                 |  |  |       |  |  |                                       |  |  |                                    |  |
| Volfango del Palatinato-Zweibrücken           |                      | Margherita di Hohenlohe-Neuenstein |                                   |  |  |       |  |  |                                       |  |  |                                    |  |
|                                               |                      | Guglielmo I d'Assia                | Ludovico II der Freimütige        |  |  |       |  |  |                                       |  |  |                                    |  |
|                                               |                      | Guglielmo I d'Assia                | Ludovico II der Freimütige        |  |  |       |  |  |                                       |  |  |                                    |  |
|                                               |                      | Guglielmo I d'Assia                | Matilde di Württemberg-Urach      |  |  |       |  |  |                                       |  |  |                                    |  |
| Elisabetta d'Assia                            |                      | Guglielmo I d'Assia                |                                   |  |  |       |  |  |                                       |  |  |                                    |  |
|                                               |                      | Anna di Braunschweig-Wolfenbüttel  | …                                 |  |  |       |  |  |                                       |  |  |                                    |  |
|                                               |                      | Anna di Braunschweig-Wolfenbüttel  | …                                 |  |  |       |  |  |                                       |  |  |                                    |  |
|                                               |                      | Anna di Braunschweig-Wolfenbüttel  | …                                 |  |  |       |  |  |                                       |  |  |                                    |  |
| Carlo I del Palatinato-Zweibrücken-Birkenfeld |                      | Anna di Braunschweig-Wolfenbüttel  |                                   |  |  |       |  |  |                                       |  |  |                                    |  |
|                                               | Guglielmo II d'Assia | Ludovico II der Freimütige         |                                   |  |  |       |  |  |                                       |  |  |                                    |  |
|                                               | Guglielmo II d'Assia | Ludovico II der Freimütige         |                                   |  |  |       |  |  |                                       |  |  |                                    |  |
|                                               | Guglielmo II d'Assia | Matilde di Württemberg-Urach       |                                   |  |  |       |  |  |                                       |  |  |                                    |  |
| Filippo I d'Assia                             | Guglielmo II d'Assia |                                    |                                   |  |  |       |  |  |                                       |  |  |                                    |  |
|                                               |                      | Anna di Meclemburgo-Schwerin       | Magnus II di Meclemburgo-Schwerin |  |  |       |  |  |                                       |  |  |                                    |  |
|                                               |                      | Anna di Meclemburgo-Schwerin       | Magnus II di Meclemburgo-Schwerin |  |  |       |  |  |                                       |  |  |                                    |  |
|                                               |                      | Anna di Meclemburgo-Schwerin       | Sofia di Pomerania-Wolgast        |  |  |       |  |  |                                       |  |  |                                    |  |
| Anna d'Assia                                  |                      | Anna di Meclemburgo-Schwerin       |                                   |  |  |       |  |  |                                       |  |  |                                    |  |
|                                               |                      | Ernesto di Sassonia                | Federico II di Sassonia           |  |  |       |  |  |                                       |  |  |                                    |  |
|                                               |                      | Ernesto di Sassonia                | Federico II di Sassonia           |  |  |       |  |  |                                       |  |  |                                    |  |
|                                               |                      | Ernesto di Sassonia                | Margherita d'Austria              |  |  |       |  |  |                                       |  |  |                                    |  |
| Cristina di Sassonia                          |                      | Ernesto di Sassonia                |                                   |  |  |       |  |  |                                       |  |  |                                    |  |
|                                               |                      | Elisabetta di Baviera              | Alberto II di Baviera             |  |  |       |  |  |                                       |  |  |                                    |  |
|                                               |                      | Elisabetta di Baviera              | Alberto II di Baviera             |  |  |       |  |  |                                       |  |  |                                    |  |
|                                               |                      | Elisabetta di Baviera              | Anna di Braunschweig-Grubenhagen  |  |  |       |  |  |                                       |  |  |                                    |  |
|                                               |                      | Elisabetta di Baviera              |                                   |  |  |       |  |  |                                       |  |  |                                    |  |